# یونگاس پرو
یونگاس پرو (به اسپانیایی: Yunga y yungas del Perú) یک منطقهٔ مسکونی و جنگل در پرو است.